# 柏市立柏第五中学校

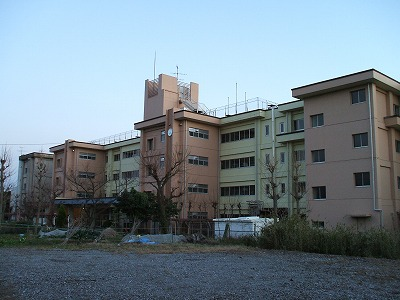
校舎全景

柏市立柏第五中学校（かしわしりつ かしわだいごちゅうがっこう）は、千葉県柏市高田にある市立中学校。通称は「柏五中」、または「五中」。

## 概観
学校の南側には手賀沼に注ぐ大堀川が流れている。開校当初は大堀川に面した正方形に近い校地だったが、大堀川の改修工事に伴い、校舎南側にあったグラウンドが体育館の西側に移設され、細長い校地となった。旧グラウンドには、遊歩道「大堀川リバーサイドパーク」が通っている。

### アクセス
- JR常磐線・東武野田線柏駅西口から、東武バスイースト柏02系市内循環「松ヶ崎」または「高田下」バス停下車。同柏05系若柴循環「松ヶ崎」バス停下車。
- 首都圏新都市鉄道つくばエクスプレス柏の葉キャンパス駅から、東武バスイースト柏09系柏駅西口行き「松ヶ崎」バス停下車。

## 教育目標
- 豊かな心を持ち、たくましく生きる生徒の育成

## 沿革
- 1977年（昭和52年）4月 - 柏市立柏中学校より分離独立、柏市立柏第五中学校として開校
- 2018年（平成30年）4月 - 校区の一部の地域が新設される柏市立柏の葉中学校に移行

## 学区
- 学区は東西に長く、自転車通学者が多い。学区内には柏駅と結ぶ3路線（7系統）のバス路線があるが、一部の地区は常磐緩行線北柏駅や東武野田線豊四季駅の利用圏内に入る。
- 学区内には新興住宅地、工業団地、雑木林、田畑が混在するが、つくばエクスプレスが開業し柏の葉キャンパス駅が利用可能となったことで、複数の新築マンション建設や新興住宅地の開発が盛んに行われている。
- 柏市立柏中学校の生徒数急増に伴う教室不足のため、本来は柏中学校の学区である、あけぼの地区の新築マンションに住む生徒を受け入れている（このマンションは小学校も本来柏市立柏第一小学校の学区だが、同じ理由で柏市立柏第四小学校に通学）。

## 周辺の公共施設
- 柏市高田近隣センター
- 柏警察署
- 柏市立柏第四小学校
- 柏市立高田小学校
- 千葉県立柏中央高等学校
- モラージュ柏（ショッピングモール）
- 大堀川リバーサイドパーク

## 部活動
吹奏楽部は全日本吹奏楽コンクールにおいて2005年に東日本大会に出場し、金賞を受賞している。また、日本管楽合奏コンテストにおいて2006年に最優秀グランプリ賞を受賞している。

### 部活動一覧
- サッカー部
- テニス部（女子）
- バスケットボール部
- バレーボール部（女子）
- バドミントン部（女子）
- 卓球部
- 陸上部
- 吹奏楽部
- 茶道部
- 美術部
- 駅伝部

## 著名な卒業生
- 前田悠雅（女優、歌手、タレント。「劇団4ドル50セント」団員）
- 新谷真由（「パラディーク」メンバー、「Pimm's」元メンバー）